# مارتن جون كالانان
مارتن جون كالانان (بالإنجليزية: Martin John Callanan)‏ هو مصور بريطاني، ولد في 1982 في سوليهل في المملكة المتحدة.